# Jurij Žatkovič
Jurij Kálmán Žatkovič (rusínsky Юрий Калман Жаткович, Juryj Kalman Žatkovyč, maďarsky György Kálmán Zsatkovics, 14. října 1855 Užhorod – 25. září 1920 Strojno) byl rusínský spisovatel, etnograf, překladatel, buditel a řeckokatolický kněz. Jurij byl jeden z rusínofilů, který měl blízký vztah s ukrajinským národním obrozením. Překládal etnografická díla z ukrajinštiny a ruštiny do maďarštiny a byl členem Vědecké společnosti Ševčenkovi.

## Život
Jurij Žatkovič se narodil 14. října 1855 v Užhorodě. Jeho otec Jurij byl církevním pěvcem a ďjakem v katedrále Povýšení svatého Kříže. V roce 1876 dokončil studium na Užhorodském gymnáziu a v roce 1881 na teologickém semináři v Užhorodě. Na kněze byl vysvěcen 27. března 1881.
Stal se farářem ve Velkém Rakovci (1881–1885), Ize (1885–1887) a Strojnu (1887–1920). Od roku 1898 se stal děkanem na Svaljavském děkanátu.

## Dílo
Jurij Žatkovič psal o historii Rusínů a Rusínských církevních představitelů. Byl členem Naučného tovaryšstva Ševčenkova a spolupracoval s Ivanem Frankem, Volodymyrem Hnaťukem, Hijadorem Strypským a Michalem Vrabelem.
Mezi jeho buditelskou činnost lze zařadit jeho články, které psal do měsíčníku Lístek a časopisu Měsíčnice. Většina jeho historiografických a etnografických děl nebyly za jeho života vydány. Nejvíce děl vydal o Rusínských církevních představitelech, např. o Janovi Josefovi De Camellis, Ivanovi Bradačovi či Manuilovi Olšavskému.
Jurij také překládal z ukrajinštiny a ruštiny do maďarštiny. Jedná se například o překlad díla Krátké dějiny ukrajinské literatury. Jurij sice spolupracoval s ukrajinskými nacionalisty v Haliči, ale nepodporoval jejich politický program.